# R136
R136, também chamado de RMC 136, é um super aglomerado estelar perto do centro da nebulosa da Tarântula, na Grande Nuvem de Magalhães. É um aglomerado de estrelas jovens, com idades entre 1 e 2 milhões de anos, compostas principalmente por estrelas gigantes e supergigantes. A maioria de suas estrelas são do tipo espectral O3 com 39 estrelas confirmadamente com esta classificação.. Além disso, existem várias  estrelas Wolf-Rayet confimadas no aglomerado.
O aglomerado R136 contém vários componentes. A natureza do componente central, R136a, não era clara inicialmente até que foi feita uma interferometria holográfica por speckle, a partir da qual ela foi classificada como um aglomerado de estrelas densas contendo, entre outras coisas, doze estrelas muito maciças e luminosas no seu núcleo. Tais estrelas tinham massas iniciais calculadas entre 37-76 unidades de massa solar. Uma destas estrelas, R136a1, é até agora a estrela mais maciça já descoberta, com 265 massas solares, e também a mais luminosa, sendo 10 000 000 mais luminosa que o Sol. R136 produz a maior parte da energia que faz com que a nebulosa de Tarântula seja visível. A massa estimada do conjunto é 450 mil massas solares, o que sugere que provavelmente se tornará um aglomerado globular no futuro.

## Componentes
| Nome                     | ascensão recta | declinação    | magnitude aparente (V) | tipo espectral | Referência |
| ------------------------ | -------------- | ------------- | ---------------------- | -------------- | ---------- |
| R136 Ab (SNR B0538-69.2) | 05h 37m 51.6s  | -69° 10' 23   | 9.59                   | SNR            | Simbad     |
| R136 Ac (PSR J0537-6910) | 05h 37m 47.6s  | -69° 10' 20   |                        | Pulsar         | Simbad     |
| R136b (BAT99 111)        | 05h 38m 42.78s | -69° 06' 03.1 | 13.66                  | O4             | Simbad     |

## Galeria

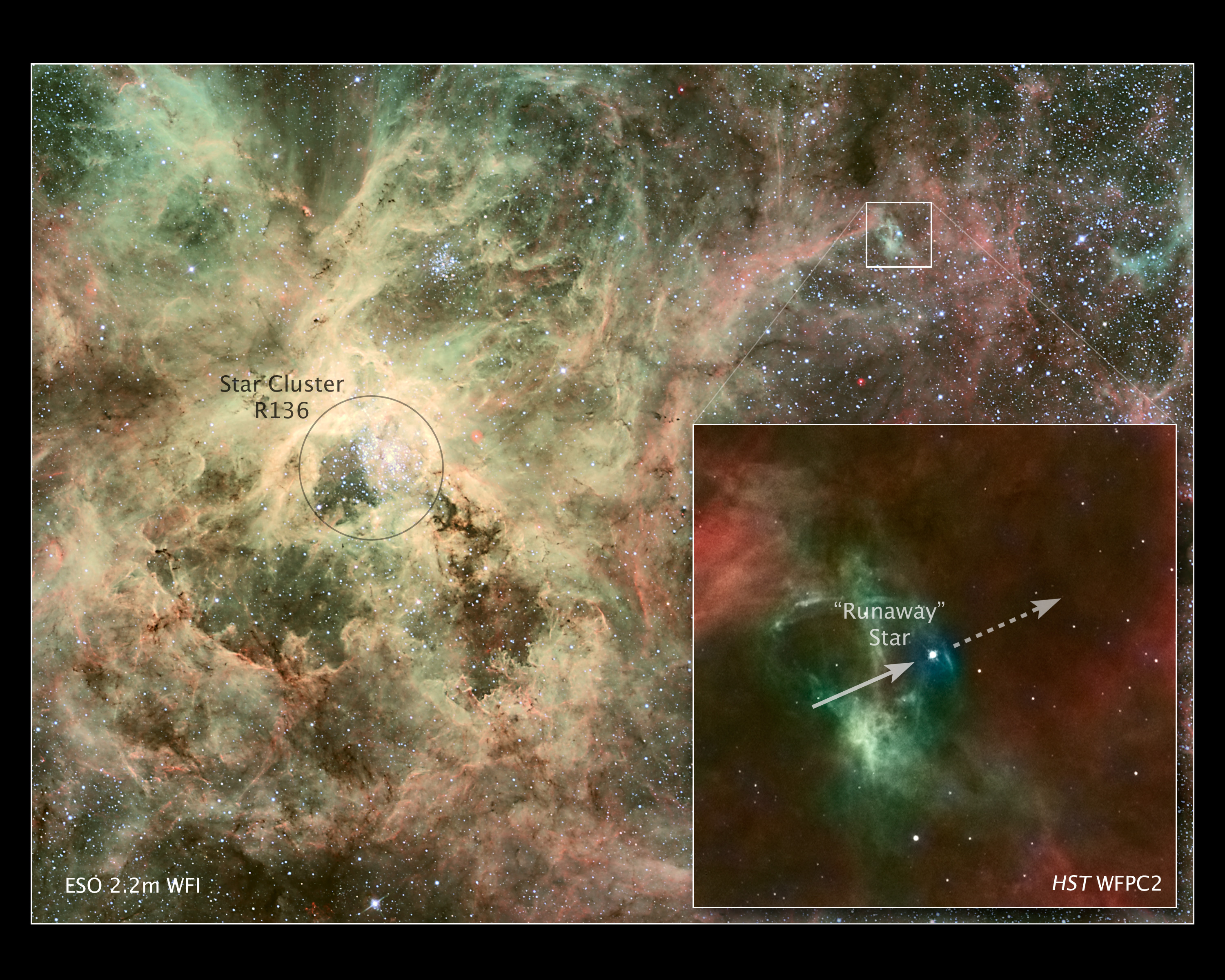
Imagem obtida pelo telescópio Hubble